# Bisdom Doornik
Het bisdom Doornik (Latijn: dioecesis Tornacensis) is een katholiek bisdom in België. Tegenwoordig valt het samen met de provincie Henegouwen, maar eeuwenlang behoorden ook Brugge, Gent en Rijsel tot het bisdom Doornik. De centrale kathedraal is de Onze-Lieve-Vrouwekathedraal in Doornik. De huidige bisschop is Guy Harpigny.

## Geschiedenis

### Beginperiode
In de 4e en 5e eeuw waren de dichtstbijzijnde bisschoppen gevestigd in Amiens, Vermand, Reims en Tongeren/Maastricht. Het bisdom Doornik werd opgericht omstreeks het jaar 500 (zie Remigius van Reims). Het was verantwoordelijk voor een aantal gemeenschappen Salische Franken die zich gevestigd hadden in de vallei van de Midden-Schelde en de Leie. Naarmate de kerstening vorderde, breidde dit werkingsgebied zich fors uit in noordelijke richting. Uiteindelijk bereikte het bisdom ongeveer de IJzer, de kustlijn, de Honte en de Schelde als buitengrenzen. De naburige bisdommen waren Terwaan (ten westen), Atrecht (ten zuiden), Kamerijk (ten oosten) en Utrecht (ten noorden).
De eerste bisschop over dit gebied was Eleutherius van Doornik. Op zijn sterfbed verzocht hij dat Medardus, reeds bisschop van Noyon, tevens bisschop werd van Doornik. Na Medardus had Doornik opnieuw afzonderlijke bisschoppen, maar omstreeks het jaar 600 werd de personele unie met Noyon hersteld. Doornik bleef behouden als bisschopszetel met een kathedraal en een seculier kapittel, maar de gemeenschappelijke bisschop werd gekozen door het kapittel van Noyon. De vaste verblijfplaats van de bisschop was eveneens gevestigd in Noyon.

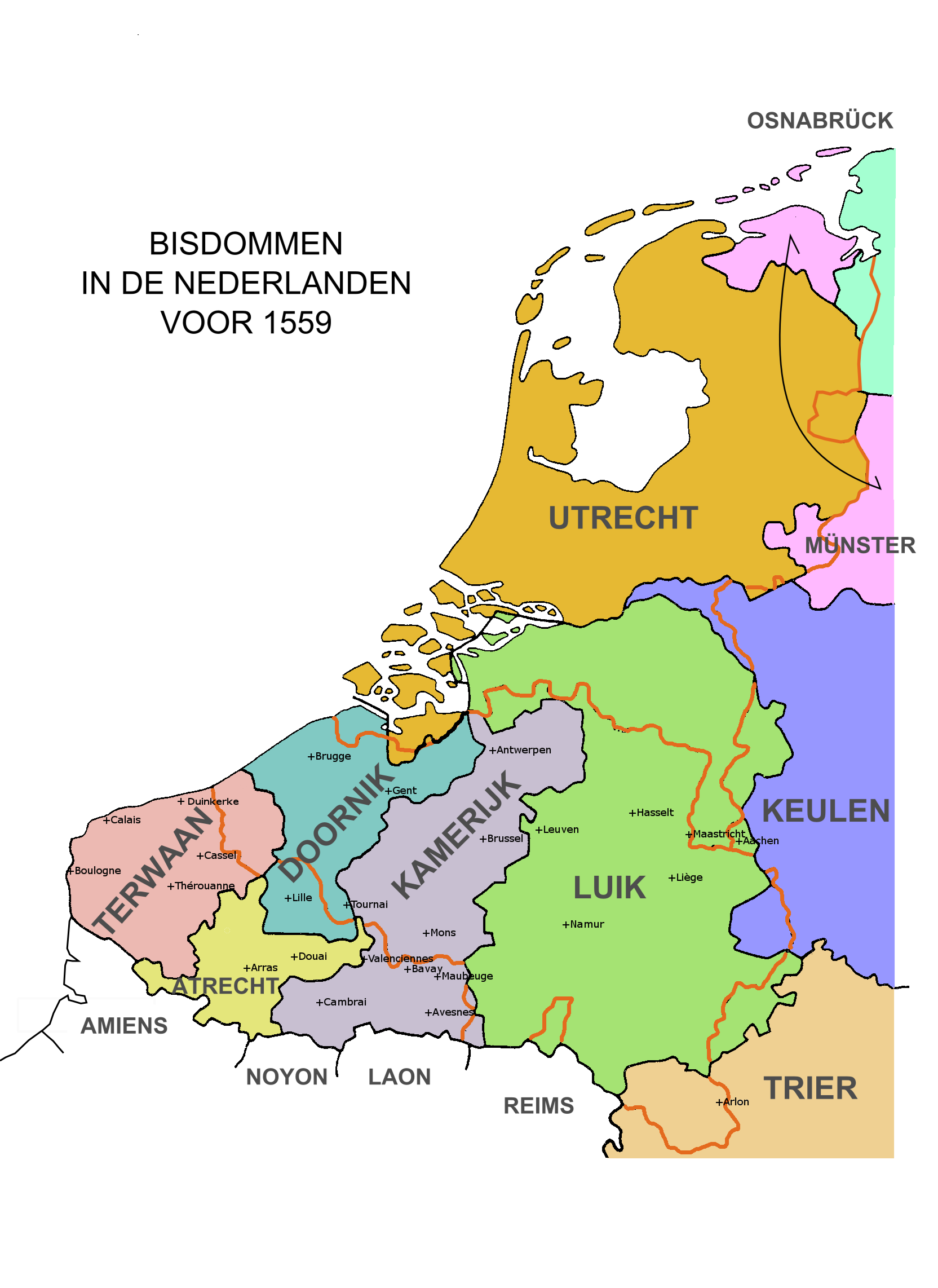
Omvang van het bisdom van ±500 tot 1559
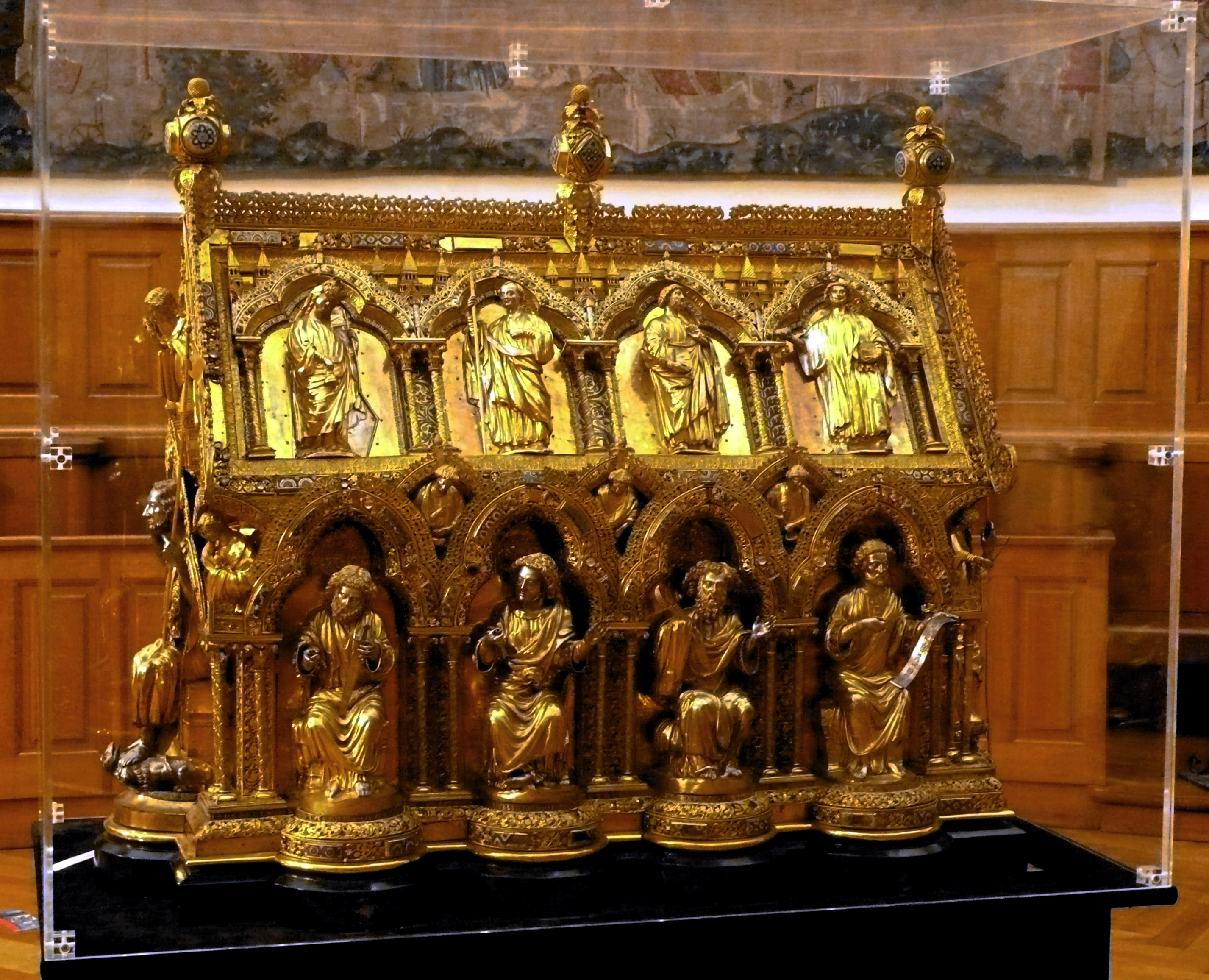
Schrijn met de relieken van bisschop Eleutherius
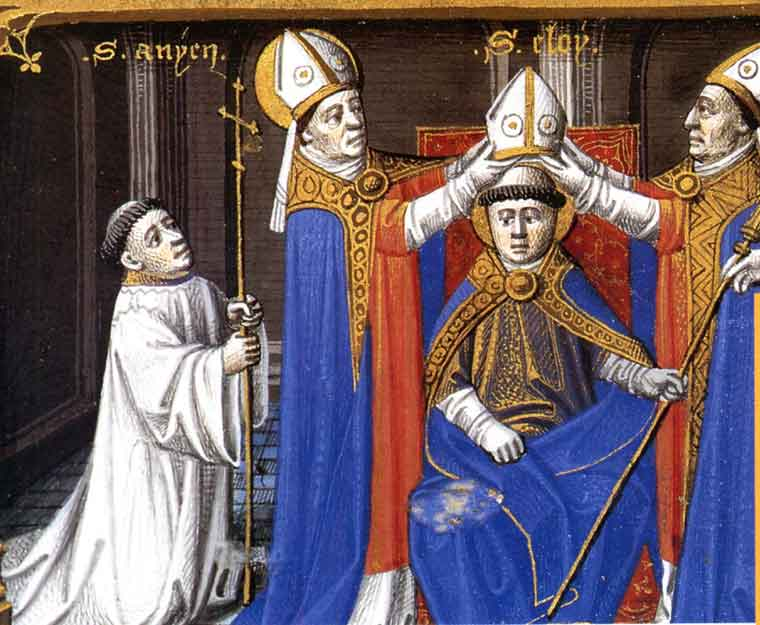
Eligius, bisschop van Doornik en Noyon rond 650

### Periode 650–1500
Bij de verdeling van het hertogdom van Dentelinus werd het kapittel van de kathedraal beleend met de zogenaamde Doornikgouw, het latere "Doornikse". Naarmate de graven van Vlaanderen hun greep op diverse kerkelijke gebieden versterkten, ondernam paus Urbanus II een poging om Doornik opnieuw te voorzien van een eigen bisschop, zodat deze de plaatselijke rechten van de Kerk kon onderstrepen. Hoewel hij het bisdom Atrecht kon losscheuren van het bisdom Kamerijk (1094), verzette de bisschop van Noyon zich tegen de scheiding van Noyon en Doornik. De personele unie verschafte hem immers veel politieke invloed binnen het koninkrijk Frankrijk.
In 1142, toen Doornik begon aan de bouw van de huidige kathedraal, werd opnieuw gevraagd om een afzonderlijke bisschop. Aanvankelijk wou paus Innocentius II deze wens inwilligen, maar hij moest ervan afzien wegens nieuw protest van het kapittel in Noyon, dat bovendien diplomatieke steun had geronseld van de aartsbisschop van Reims en de koning van Frankrijk. Na het overlijden van de paus probeerde Doornik, ditmaal met bemiddeling van Herman van Doornik en waarschijnlijk ook Bernardus van Clairvaux, een gunstig antwoord te krijgen van de nieuwe paus, Eugenius. Deze besloot eind 1145 om de personele unie te beëindigen. Begin 1146 wijdde hij Anselmus, de abt van de Vincentiusabdij in Laon, tot bisschop van Doornik.
Vanaf 1272 bestond het bisdom uit drie aartsdekenaten: Doornik, Brugge en Gent. Elk aartsdekenaat bestond op zijn beurt uit "gewone" dekenaten. Zo bestond het aartsdekenaat Doornik uit de Picardische ("Franstalige") dekenaten Doornik, Rijsel en Seclin, aangevuld met de Dietse ("Nederlandstalige") dekenaten Kortrijk en Helkijn. Het aartsdekenaat Brugge was opgebouwd uit de dekenaten Brugge, Oudenburg en Aardenburg. Tot slot telde het aartsdekenaat Gent vier dekenaten: Gent, Roeselare, Oudenaarde en Waas.

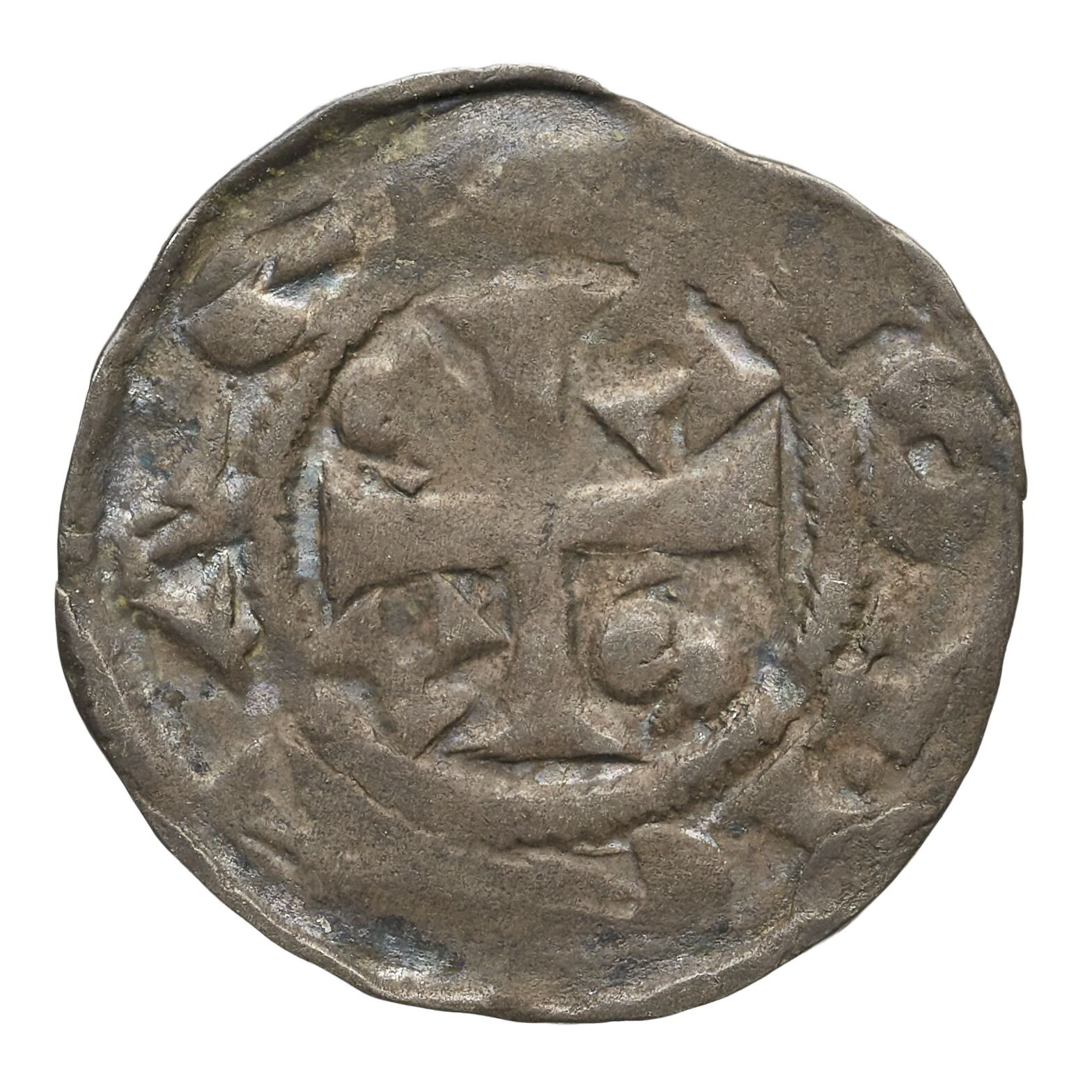
12e-eeuwse munt, geslagen in opdracht van bisschop Lambert
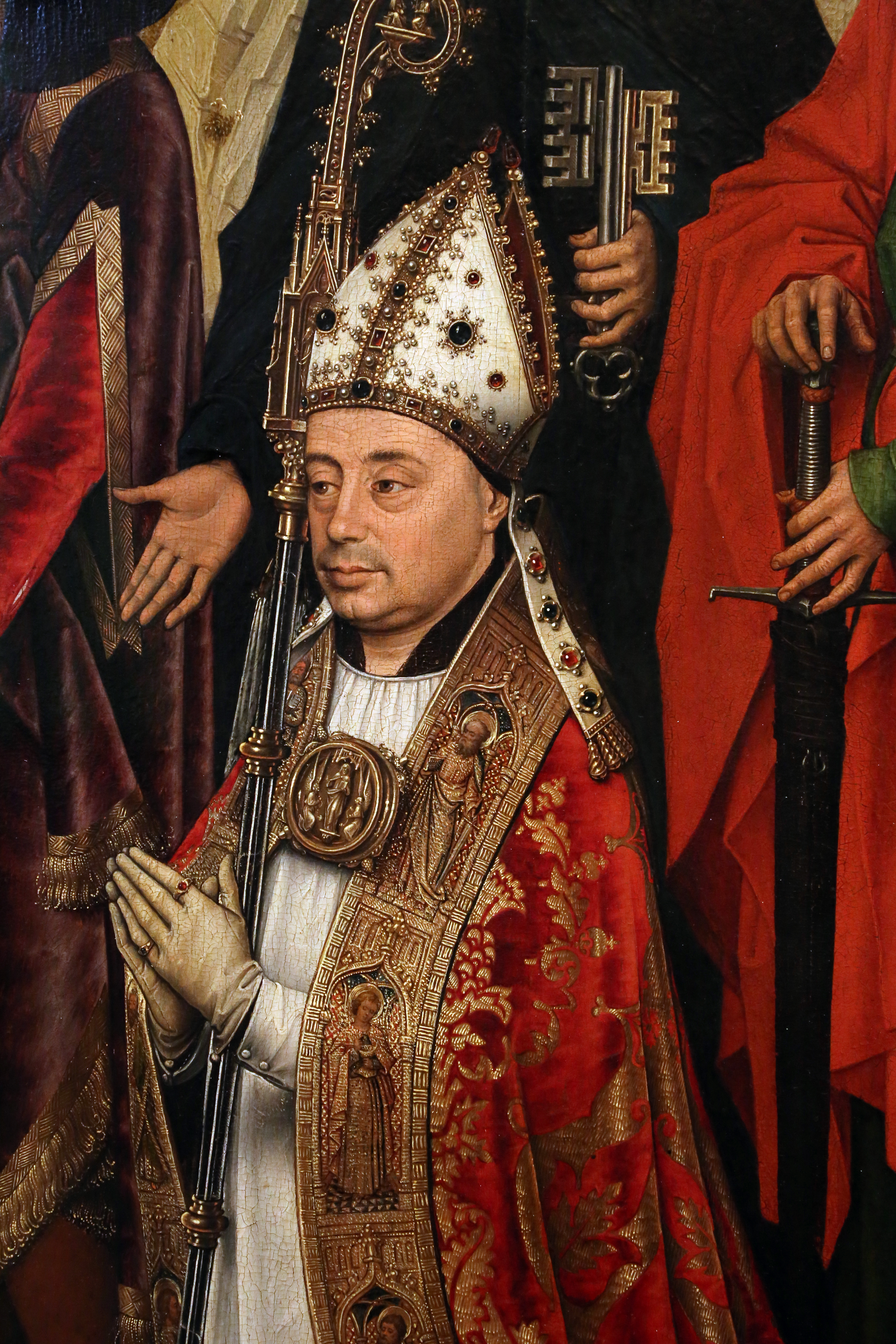
Vermoedelijk detail van bisschop Jean Chevrot, op het schilderij Bewening met opdrachtgever
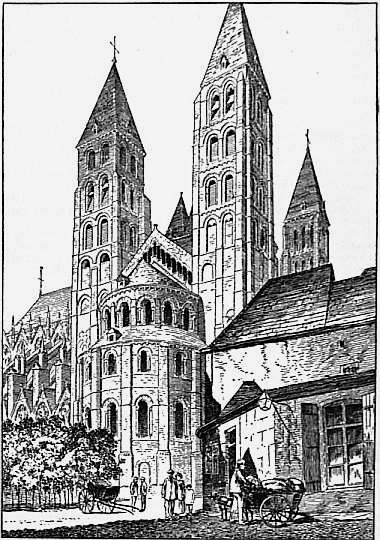
De kathedraal van Doornik, met gedeelten uit de 12e eeuw

### 1500 tot heden
In de 16e eeuw leidde het protestantisme tot vertalingen van de Bijbel in de volkstaal. Ook in de Rooms-Katholieke Kerk ging de talenkwestie een rol spelen, en besefte men dat het niet langer houdbaar was dat veel Dietse gebieden ondanks hun demografische en economische ontwikkeling nog steeds afhankelijk waren van centra in Franstalig gebied. Op aandringen van Filips II van Spanje ging paus Paulus IV over tot een herschikking van de bisdommen in de Nederlanden. Voor wat betreft Doornik, werden de aartsdekenaten Brugge en Gent verheven tot zelfstandige bisdommen (Super universas, 1559).
In 1666 werd het seminarie van Doornik verplaatst naar Douai, een beslissing die verband hield met het succes van de Universiteit van Dowaai, honderd jaar eerder gesticht. Toch verhuisde het seminarie al in 1673 opnieuw, ditmaal naar het grotere Rijsel, alvorens terug te keren naar Doornik in 1686.
Door de oorlogen van Lodewijk XIV van Frankrijk raakten het bisdom Doornik en het aartsbisdom Kamerijk op politiek vlak verdeeld tussen de Spaanse Nederlanden en het koninkrijk Frankrijk. Het Concordaat van 1801 vereenvoudigde de situatie; het gebied rond Rijsel werd overgedragen aan Kamerijk, het gebied rond Bergen kwam bij Doornik. Nederlandstalige plaatsen zoals Kortrijk, Wervik en Helkijn werden afgestaan aan het bisdom Brugge. Het bisdom had nu dezelfde grenzen als het departement Jemappes, de latere provincie Henegouwen. In 1963 werd deze provincie uitgebreid met de verfranste gemeenten rond Komen en Moeskroen; het bisdom werd overeenkomstig aangepast in 1967.

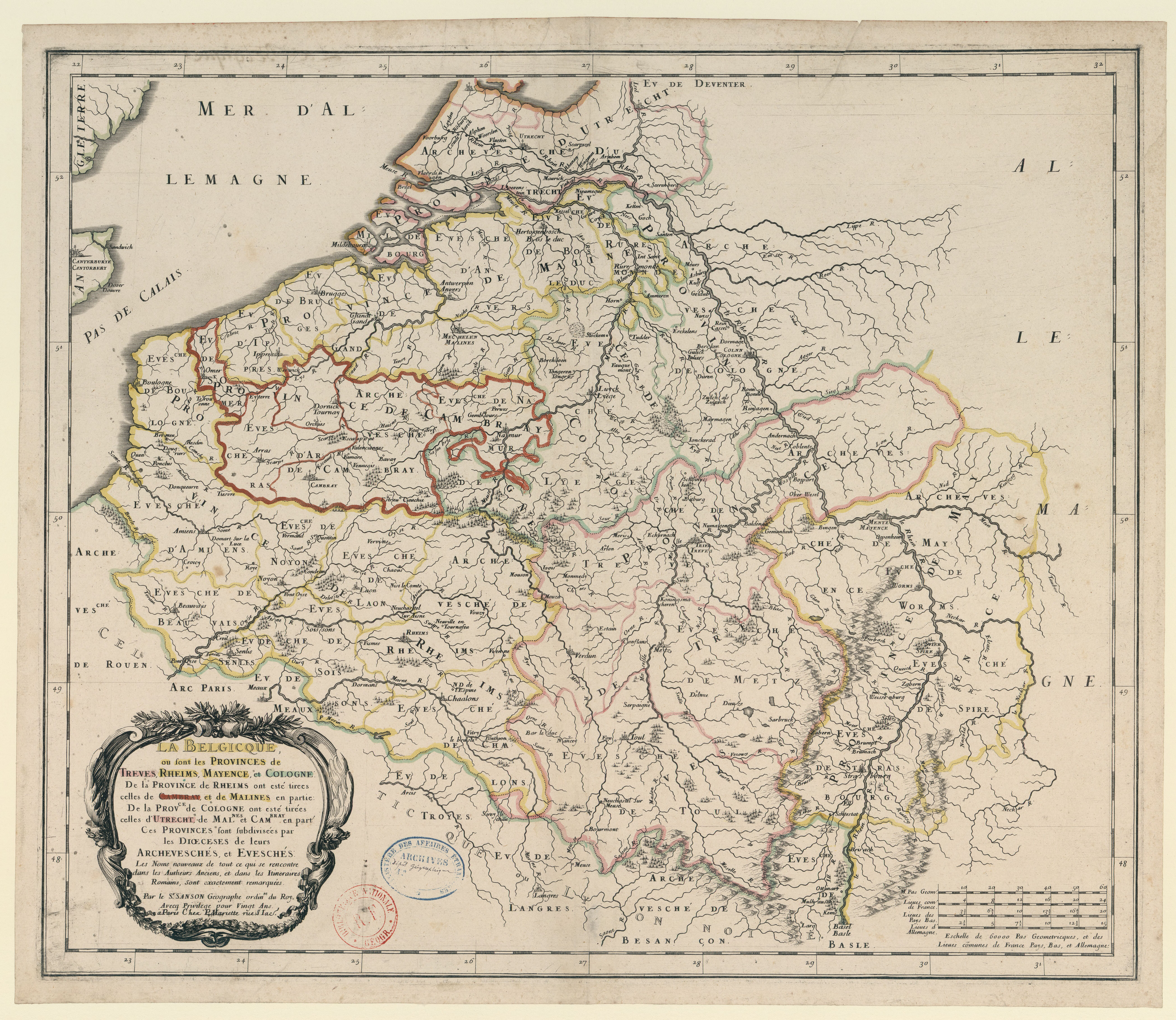
Bisdommen in Noord-Frankrijk en de Nederlanden van 1559 tot 1801
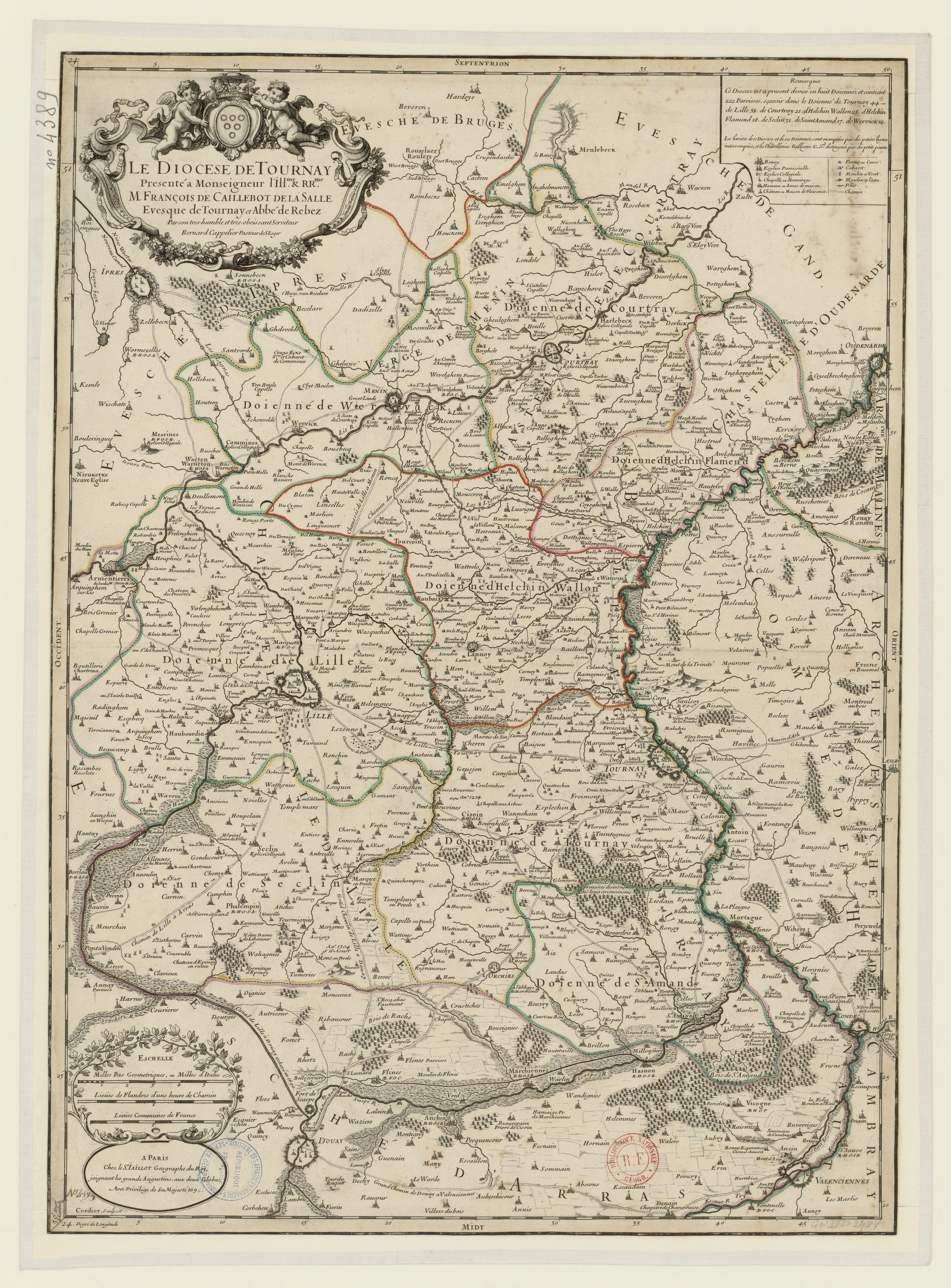
Dekenaten in het bisdom omstreeks 1690 ("Doienné de ...")
Omvang en indeling van 1801 tot 1967

## Voetnoten
1. ↑  Jeroen Westerman, De Onze-Lieve-Vrouwekathedraal van Doornik: onafhankelijkheidsmonument voor een bisdom, doctoraal proefschrift, Universiteit Leiden, 2016, p. 296
2. ↑  Website van het gasthuis Ten Bunderen in Moorslede
3. ↑  (fr)  Henri Platelle, inleiding van Journal d'un curé de campagne au XVIIe siècle, Les éditions de Cerf, 1965, p. 25